# Darakert
Darakert es una localidad del raión de Masis, en la provincia de Ararat, Armenia, con un área de 0,7589 km² 
Se encuentra ubicada al norte de la provincia, cerca del río Aras —el principal afluente del río Kurá— y a poca distancia al sur de Ereván y al este de la frontera con Turquía y con la provincia de Armavir.

## Demografía
Contaba con una población censada en octubre de 2011 de 2723 habitantes, de los cuales 1351 eran hombres y 1372 mujeres, con una densidad poblacional de 3,588/km².